# Ciclosporina
La ciclosporina (DCI) es un fármaco inmunosupresor ampliamente usado en el trasplante de órganos entre dos personas con el objeto de reducir la actividad del sistema inmunitario del paciente y el riesgo de rechazo del órgano. Ha sido estudiada en el trasplante de piel, corazón, riñón, pulmón, páncreas, médula ósea e intestino. La ciclosporina es un péptido no ribosomal cíclico de 11 aminoácidos (undecapéptido) producido por el hongo Tolypocladium inflatum Gams, aislado inicialmente de una muestra de suelo noruego.

## Indicaciones
El efecto inmunosupresor de la ciclosporina fue descubierto el 31 de enero de 1972, por empleados de la empresa farmacéutica Sandoz (ahora Novartis) en Basilea, Suiza, en una prueba de tamizaje de inmunosupresión diseñado e implementado por Hartmann F. Stähelin. El uso de la ciclosporina fue posteriormente aprobado en 1983.
Además de la medicina de trasplantes, la ciclosporina se usa también en la psoriasis y dermatitis atópica e infrecuentemente en la artritis reumatoide y enfermedades relacionadas, aunque sólo en los casos más severos. Ha sido investigada para el uso en muchas otras enfermedades autoinmunes. La ciclosporina también ha sido usada como coadyuvante en el tratamiento de la colitis ulcerosa que no responden al tratamiento esteroidal. Este fármaco también se usa para el tratamiento de la uveítis posterior o intermedia de etiología no infecciosa. La ciclosporina A ha sido investigada como posible agente neuroprotector en condiciones como accidente cerebrovascular, y ha sido visto en experimentos animales para reducir el daño cerebral asociado con traumatismos.
La ciclosporina A bloquea la formación del poro de transición de la permeabilidad mitocondrial, el cual se ha relacionado como responsable de gran parte del daño asociado con traumatismos craneales y enfermedades neurodegenerativas..
Los últimos estudios[¿cuál?] demostraron una posible respuesta contra el COVID-19, enfermedad producida por el nuevo coronavirus SARS-CoV-2, ya que reduce la mortalidad en 82% en pacientes internados.[cita requerida]

## Mecanismo de acción
La ciclosporina posee su capacidad inmunosupresora en su unión a la proteína citosólica ciclofilina (una inmunofilina) de linfocitos inmunocompetentes, especialmente linfocitos T. Este complejo de ciclosporina y ciclofilina inhibe la calcineurina, la cual bajo circunstancias normales es responsable por activar la transcripción de interleucina-2 (Il-2). También inhibe la transcripción de la producción de linfocinas y la liberación de interleucinas y por lo tanto conduce a una reducción en la función de las células T-efectoras (linfocitos T efectores), sin afectar la actividad citostática.
Tiene también un efecto sobre las mitocondrias. La ciclosporina A inhibe la apertura del poro de transición de permeabilidad mitocondrial, de esta forma, inhibe la liberación del citocromo c, un potente factor de estimulación de apoptosis. Sin embargo, este no es el principal modo de acción para su uso clínico, pero si es una importante herramienta para la investigación acerca del fenómeno de la apoptosis, o muerte celular programada.
En pacientes con psoriasis la ciclosporina actúa bloqueando la acción del sistema inmunitario que, por ser una enfermedad autoinmune, causa la patología.

## Efectos adversos y contraindicaciones
El tratamiento podría estar asociado con reacciones adversas (RAM) muy serias y así como con interacciones medicamentosas adversas. La ciclosporina interactúa con una amplia variedad de otros fármacos y otras sustancias incluyendo el zumo de pomelo. Se han hecho estudios sobre el uso del zumo de pomelo para incrementar el nivel de ciclosporina en la sangre.

Las RAM pueden incluir hiperplasia gingival, convulsiones, úlcera péptica, pancreatitis, fiebre, vómito, diarrea, confusión, dificultades respiratorias y hormigueo, prurito, hipertensión arterial, retención de potasio y posiblemente hiperkalemia, disfunciones de riñón y de hígado (nefrotoxicidad y hepatotoxicidad), y obviamente un incremento en la vulnerabilidad a hongos y virus oportunistas (infección) por la inmunosupresión que el medicamento desencadena.

## Formulaciones
El fármaco es comercializada por Novartis bajo la marca comercial Sandimmun, la fórmula original, y Sandimmun Neoral para las nuevas formulaciones en microemulsión. Las presentaciones genéricas han sido comercializadas bajo varias marcas como Cicloral (Sandoz/Hexal) y Gengraf (Abbott). Desde el 2002 una emulsión tópica de ciclosporina para el tratamiento de la queratoconjuntivitis seca ha sido comercializada bajo la marca comercial Restasis. Las ventas anuales de ciclosporina bordean al $1 billón (US$1 000 millones).
El fármaco también está disponible en una preparación para perros manufacturada por Novartis llamada Atopica. Atopica está indicada para el tratamiento de las manifestaciones crónicas de dermatitis atópica en perros. A diferencia de las presentaciones para seres humanos, las dosis más bajas usadas en perros indican que el fármaco actúa como inmunomodulador y tiene, por lo tanto, menos efectos colaterales que los vistos en el hombre. Los beneficios del uso de este producto incluyen la reducción en la necesidad de terapias concurrentes y un mejor control del tratamiento.